# Antheroporum glaucum
Antheroporum glaucum är en ärtväxtart som beskrevs av Zhi Wei. Antheroporum glaucum ingår i släktet Antheroporum och familjen ärtväxter. Inga underarter finns listade i Catalogue of Life.